# Condado de Boone (Indiana)
O Condado de Boone é um dos 92 condados do estado americano de Indiana. A sede do condado é Lebanon, e sua maior cidade é Lebanon. O condado possui uma área de 1 096 km² (dos quais 1 km² estão cobertos por água), uma população de 46 107 habitantes, e uma densidade populacional de 42 hab/km² (segundo o censo nacional de 2000). O condado foi fundado em 1830.